# Litroux
Der Litroux ist ein Fluss in Frankreich, der im Département Puy-de-Dôme in der Region Auvergne-Rhône-Alpes verläuft. Er entspringt im Regionalen Naturpark Livradois-Forez, beim Schloss Château des Moulins, im östlichen Gemeindegebiet von Neuville, entwässert in einer S-Kurve von Nord über Südwest nach Nord und mündet nach rund 27 Kilometern an der Gemeindegrenze von Culhat und Joze als rechter Nebenfluss in den Allier. In seinem Unterlauf quert der Liroux die Bahnstrecke Clermont-Ferrand–Saint-Just-sur-Loire sowie die Autobahn A 89.

## Orte am Fluss
(Reihenfolge in Fließrichtung)
- Château des Moulins, Gemeinde Neuville
- Les Bradoux, Gemeinde Sermentizon
- Bort-l’Étang
- Ravel
- Moissat Bas, Gemeinde Moissat
- Seychalles
- Lempty
- Foulhouse, Gemeinde Culhat
- Culhat